# Église Notre-Dame-de-l'Assomption-des-Champs de Rancenay
Pour les articles homonymes, voir Notre-Dame-de-l'Assomption et Assomption.
L’église Notre-Dame-de-l'Assomption-des-Champs de Rancenay (dénommé aussi Notre-Dame-des-Champs ou Notre-Dame-de-l'Assomption) est une église située à Rancenay dans le département français du Doubs. Datant du XIVe siècle, elle est inscrite au titre des monuments historiques.

## Histoire
La présence de l’église est attestée en 1341 en tant que chapelle dépendant du seigneur de Montferrand. Cette origine médiévale est confirmée par la présence d'une fenêtre géminée et de départs d'arc dans la sacristie.
Un clocher-porche, surmonté d'un dôme à impériale franc-comtois, est élevé en 1725,.
L'église a fait l'objet d'une restauration entre 1834 et 1835 par l'architecte bisontin Alphonse Delacroix,.
L'église Notre-Dame-de-l'Assomption-des-Champs de Rancenay est inscrite au titre des monuments historiques depuis le 2 août 2006.

## Rattachement
L'église fait partie de la paroisse de Notre-Dame-du-Mont qui est rattachée au diocèse de Besançon.

## Architecture

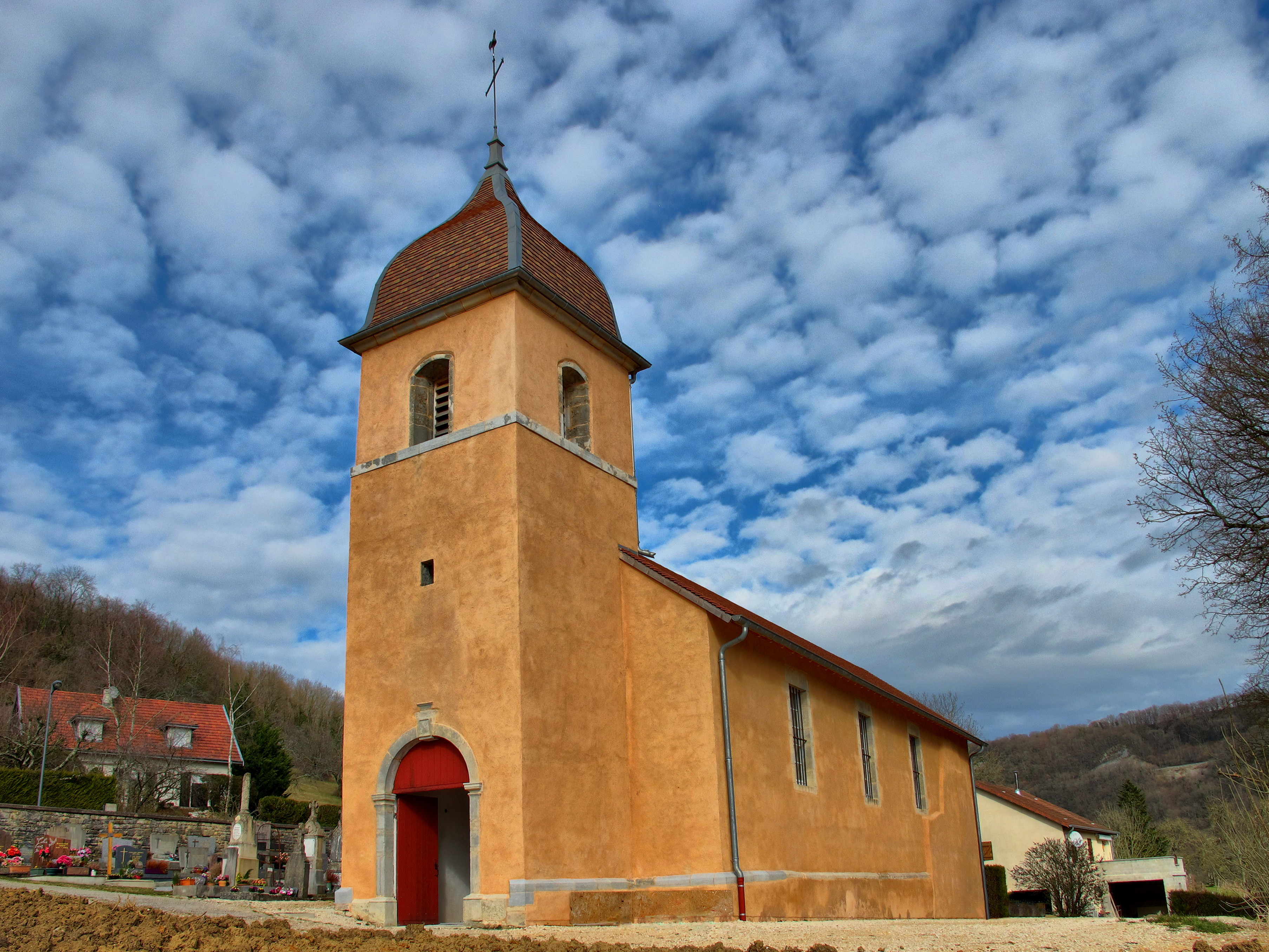
L'église rénovée.

L'église possède un clocler-porche coiffé d'un dôme à impériale. À l'intérieur, son chevet est plat, à baies jumelées en tiers point et il possède un plafond caisson orné de croix trilobées peintes.
Le monument a été plusieurs fois rénové, notamment par Alphonse Delacroix (entre 1833 et 1834). Les derniers travaux de rénovation datent de 2009 et 2011, ils ont permis de mettre au jour une peinture murale du XIVe siècle représentant l'Annonciation.